# Cànan nan Gàidheal
"Cànan nan Gàidheal" ("Lengua de los gaélicos") es una canción gaélica escocesa. Murchadh MacPhàrlain (también conocido como Bàrd Mhealboist) la escribió durante los setenta. La canción fue grabada por muchos artistas importantes, incluyendo a Catherine-Ann MacPhee, a Karen Matheson, a Tannas, a Dan ar Braz, y a Gaelic Women. Una versión en la lengua irlandesa, Teangaidh na nGael, estuvo grabado por el grupo irlandés Cór Thaobh un' Leithid. El violinista escocés Duncan Chisholm grabó una versión instrumental.
La letra de la canción alaba el gaélico escocés, critica la persecución de la lengua y los hablantes, y anima a los gaélicos mismos que no abandonen a su propia lengua a pesar de la presión. MacPhàrlain también les echa la bronca a los hipócritas que prematuramente están de luto a causa de la muerte de la lengua (que no ha pasado todavía):
"Far a nuas dhuinn na coinnleirean òir
'S annt' caraibh coinnlean geal céir
Lasaibh suas iad an seòmair bhròin
Tìgh-'aire seann chànan a' Ghàel
'S sud o chionn fhad' thuirt a nàmh
Ach fhathast tha beò cànan a' Ghàel."
("Dadnos los candeleros dorados
y poned velas blancas de cera en ellos. 
Encendedlas en una habitación llena de dolor
en la casa de luto por la antigua lengua de los gaélicos." 
Eso es lo que el enemigo (de la lengua) lleva mucho tiempo diciendo
pero la lengua de los gaélicos vive todavía.)